# Chica paranormal
«Chica paranormal» es una canción interpretada por el cantante y rapero argentino Paulo Londra. Fue publicada el 23 de julio de 2018, a través de Big Ligas y Warner Music Latina, como el cuarto sencillo de su primer álbum de estudio Homerun (2019).

## Antecedentes y composición
El 15 de julio de 2018, Londra publicó un video en Instagram, donde reveló un fragmento musical de su próxima canción y en la descripción del posteo escribió: «paranormal, lo que viene», insinuando el posible título del sencillo. El 21 de julio de ese año, Londra anunció oficialmente «Chica paranormal» como su siguiente sencillo de su álbum de estudio debut, y a la vez reveló tanto la portada de la canción, como su fecha de lanzamiento programada para el 23 de julio de 2018.
La canción es una pista puramente del género musical trap, donde Londra le expresa sus sentimientos a una chica que resulta peligrosa para enamorarse y estar en una relación con ella.

## Recepción

### Desempeño comercial
La canción debutó en el puesto número 55 del Billboard Argentina Hot 100, donde permaneció durante seis semanas. El sencillo recibió la certificación de disco de platino por sus altas ventas en Argentina. En España, «Chica paranormal» ocupó la posición número 99 del Top 100 Canciones. El sencillo fue una de las canciones de trap más reproducidas durante los años 2018 y 2019 en América Latina. Por otra parte, según Billboard, el sencillo es considerado como una de las canciones que colocó a Londra en el radar del panorama internacional de la música.

### Comentarios de la crítica
En una reseña para Billboard Argentina, Martín Sanzano ubicó a «Chica paranormal» en el primer puesto de lo más destacado del trap argentino en el año 2018. Sobre la canción y Londra escribió que la canción «es apenas un ejemplo de su capacidad para hacer hits instantáneos [...] y  quizás sea el mejor recorte para adentrarse en su sonido, en ese flow que parece arrastrarse sobre beats lentos pero bailables».

### Premios y nominaciones
| Año  | Premiación            | Categoría                             | Resultado | Ref.   |
| ---- | --------------------- | ------------------------------------- | --------- | ------ |
| 2019 | Premios Carlos Gardel | Mejor canción de música urbana / trap | Nominado  | [ 13 ] |

## Video musical
El videoclip fue estrenado el 23 de julio de 2018 en el canal oficial de YouTube de Londra. Fue dirigido por Jonathan Quintero, rodado en Colombia y presenta al cantante junto a sus amigos ingresando a una casa embrujada, cuyas imágenes están filmadas con una cámara de visión nocturna verde, haciendo referencia a la película estadounidense de terror Paranormal Activity (2007).

## Posicionamiento en las listas
| Listas (2018)                       | Mejor posición |
| ----------------------------------- | -------------- |
| Argentina Hot 100 (Billboard)       | 55             |
| Argentina Nacional (Monitor Latino) | 12             |
| Costa Rica Urbano (Monitor Latino)  | 17             |
| España (PROMUSICAE)                 | 99             |
| Paraguay (SGP)                      | 54             |
| Perú (UNIMPRO)                      | 134            |

| Listas (2018)                   | Mejor posición |
| ------------------------------- | -------------- |
| Argentina Digital Songs (CAPIF) | 5              |
| Panamá (PRODUCE)                | 216            |

## Certificaciones
| País      | Organismo certificador | Certificación | Ventas certificadas | Simbolización | Ref.   |
| --------- | ---------------------- | ------------- | ------------------- | ------------- | ------ |
| Argentina | CAPIF                  | Platino       | 20 000              | ▲             | [ 22 ] |
| España    | PROMUSICAE             | Platino       | 60 000              | ▲             | [ 23 ] |

## Créditos y personal
Adaptados desde Genius.

### Producción
- Paulo Londra: voz y composición.
- Ovy on the Drums: producción y composición.
- Kristoman: composición.

### Técnico
- Mosty: ingeniería de masterización e ingeniería de mezcla.
- Ovy on the Drums: programación e ingeniería de grabación.

## Historial de lanzamientos
| Región | Fecha               | Formato(s)                 | Sello(s) discográfico(s) | Ref.   |
| ------ | ------------------- | -------------------------- | ------------------------ | ------ |
| Varios | 23 de julio de 2018 | Descarga digital streaming | Big Ligas Warner         | [ 25 ] |